# 金鸡镇 (盐亭县)
金鸡镇，是中华人民共和国四川省绵阳市盐亭县已撤銷的一个乡镇级行政单位。2019年12月，撤销折弓乡和金鸡镇，设立嫘祖镇。

## 行政区划
金鸡镇撤銷前下辖以下地区：
雍江社区、沧山村、启文村、龙坪村、樵村、东关村、金龙村、嫘祖村、太阳沟村、福禄村、高石村、长生村、石老村、丹山村、胥坝村、高山村、峰头碧村、马坝村和昝殿村。